# Frederick Robert Schram
Frederick Robert Schram (11 de agosto de 1943, Chicago, Illinois) es un paleontólogo, carcinólogo, y profesor estadounidense. 
En 1965, obtuvo su B.S. en biología por la Universidad Loyola Chicago; y, un Ph. D. en paleozoología por la University of Chicago en 1968 .
Ha escrito más de 200 artículos sobre varios aspectos de la biología de crustaceos, taxonomía y sistemática, así como varios libros, incluyendo al texto estándar de Crustacea .
En 1983, fundó la revista Crustacean Issues, continuando su edición por más de veinte años. Mucha de su carrera la prosiguió en la Universidad de Ámsterdam, Países Bajos, retirándose en 2005. En julio de 2005, pasó a ser el editor de Journal of Crustacean Biology .

## Obra

### Cápitulos de libros
- Systematics Zoology: Invertebrates. En BIOLOGICAL SCI. FUNDAMENTALS AND SYSTEMATICS, v. I. Eds. Alessandro Minelli, Giancarlo Contrafatto, editor EOLSS Publications, 502 p. ISBN 184826304X, ISBN 9781848263048

## Abreviatura (zoología)
La abreviatura Schram  se emplea para indicar a Frederick Robert Schram como autoridad en la descripción y taxonomía en zoología.